# میشل اشفورد
میشل اشفورد (انگلیسی: Michelle Ashford؛ زادهٔ ۱ ژانویهٔ ۱۹۶۰) فیلم‌نامه‌نویس، تهیه‌کننده فیلم اهل ایالات متحده آمریکا است.